# Gaceta Renana

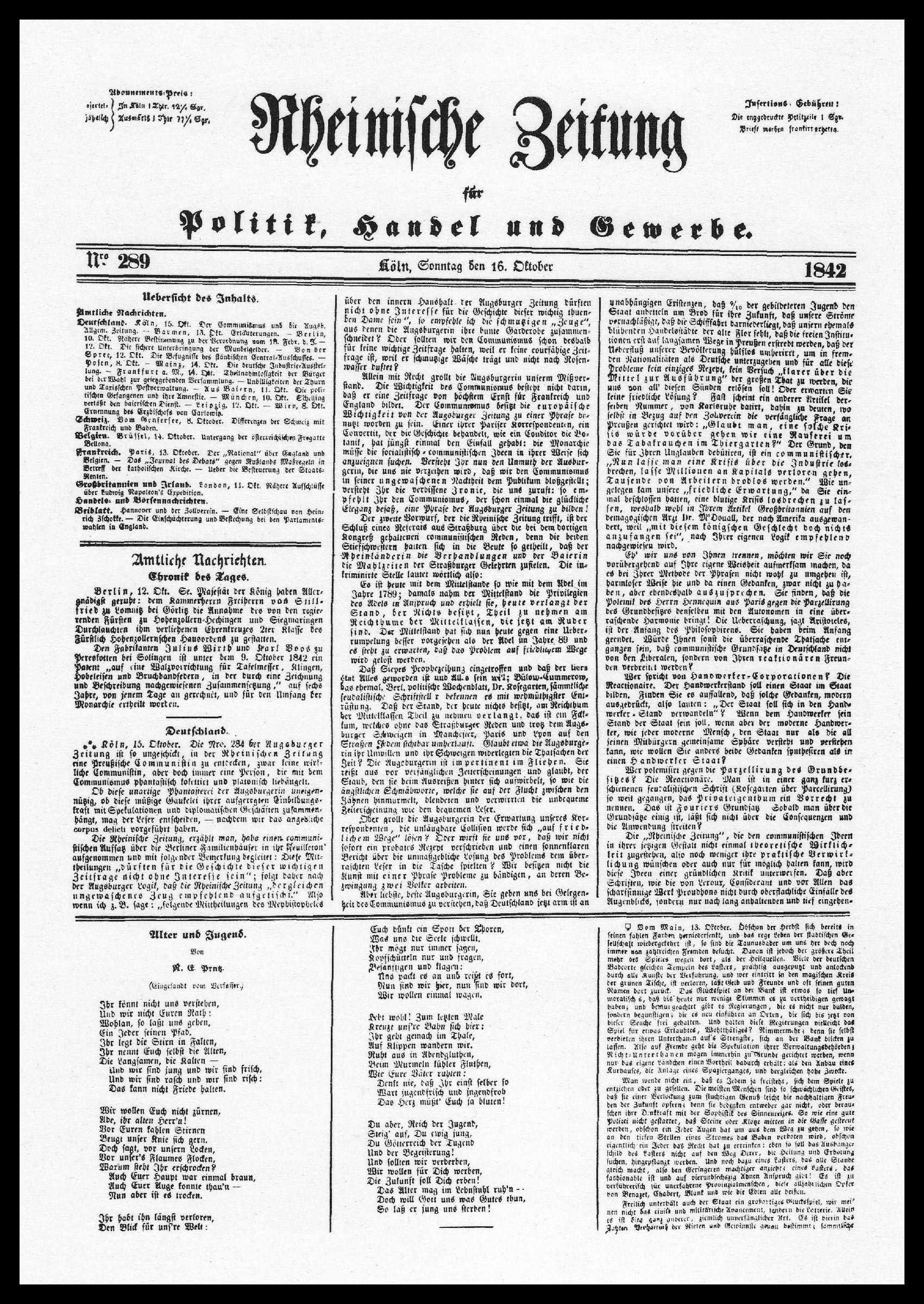
Portada del 16 de octubre de 1842 de la Gaceta Renana.

La Gaceta Renana, en alemán Rheinische Zeitung, fue un periódico alemán del siglo XIX editado por el filósofo contemporáneo y militante comunista Karl Marx. El diario lanzó su primera edición en enero de 1842 y estuvo en funcionamiento hasta marzo de 1843 cuando fue suprimido por la censura estatal prusiana. Cinco años más tarde sería editado un nuevo periódico para su sustitución, llamado Nueva Gaceta Renana que serviría de órgano de difusión de la Liga de los Comunistas entre 1848 y 1849.

## Historia

### Antecedentes
La ciudad de Colonia (Köln) ha sido durante mucho tiempo el principal centro urbano de la región alemana conocida como Renania. Durante la década de 1830 un periódico llamado Kölnische Zeitung (Periódico de Colonia) emergió como la voz de la oposición política católica. El gobierno protestante prusiano, con sede en Berlín, consideró a este periódico y a sus 8000 suscriptores un peligro potencial a la estabilidad de su gobierno en la ciudad y empezó a favorecer el establecimiento de nuevos periódicos a su favor.
Inmediatamente se pusieron en marcha una serie de periódicos, pero el poderoso Kölnische Zeitung generalmente acababa comprándolos. Uno de ellos fue el periódico Rheinische Zeitung Allgemeine (Diario General Renano) puesto en marcha en la ciudad en diciembre de 1839; el diario luchó durante dos años por sobrevivir y su extinción parecía segura hasta que en un último momento un grupo de ciudadanos le proporcionó una suma de capital a cambio de una nueva dirección en su publicación, cambiando su nombre por el de Rheinische Zeitung (Gaceta Renana).

### Edición

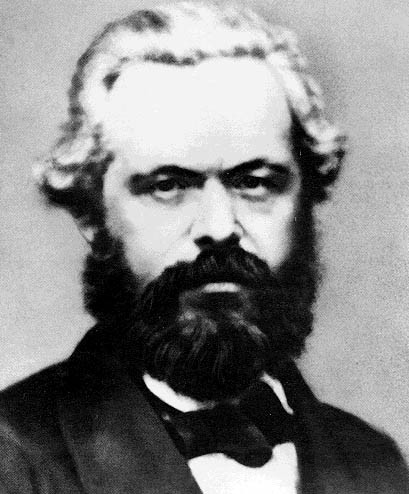
Karl Marx participó en la gaceta como editor y director

Así es como la Gaceta Renana se puso en marcha el 1 de enero de 1842. En un principio sus estatutos expresaban una postura favorable al gobierno prusiano pero pronto su línea política cambió, mostrando una nueva postura favorable al sentimiento popular reinante en Renania, que veía el gobierno prusiano de Berlín como una fuerza opresora y extranjera.
A pesar de vivir en Bonn en el momento del lanzamiento del periódico, parece ser que Karl Marx estuvo al tanto del proyecto desde su inicio y pronto comenzó a escribir artículos en sus páginas que generalmente llamaban la atención de sus lectores. Hasta este momento Marx había escrito fundamentalmente sobre conceptos filosóficos y abstractos, siendo con la edición del periódico la primera vez que daba el salto a un ámbito más generalista. Fue durante este periodo cuando Marx tomó un primer contacto con las ideas socialistas provenientes de Francia.
En las páginas del diario, Marx criticaba frecuentemente a los representantes de la Dieta (parlamento) renana en Düsseldorf, pues a su juicio fomentaban la implantación de una legislación contraria a una mayoría de la población y favorable a una pequeña casta privilegiada. Fue además muy crítico con la Dieta por no avanzar en la promulgación de leyes a favor de la libertad de prensa. Así pues en este tiempo, Marx mantuvo una línea muy moderada en comparación a la dirección revolucionaria que tomarían sus posteriores escritos, pues aún tenía fe en que la libertad de prensa y el debate público serían suficientes para mejorar los males a los que se enfrentaba la sociedad de la época.
El gobierno se empezó a ver incomodado por la Gaceta Renana, pero no dio paso a su cierre, pues pensó que el periódico moriría en pocos meses. Esta posición parecía razonable, pues a mediados de agosto de 1842 el número de suscriptores se había reducido a 885. Sin embargo con el nombramiento de Marx como jefe de redacción el 15 de octubre el diario ganó más de 1000 nuevos suscriptores en apenas un mes.
En este tiempo Marx también analizó las cuestiones económicas tratadas en la Dieta Renana. En este tiempo conoció a Friedrich Engels, quien ya se había aproximado a los postulados socialistas y con el que pronto forjaría una estrecha amistad.

### Censura y represión

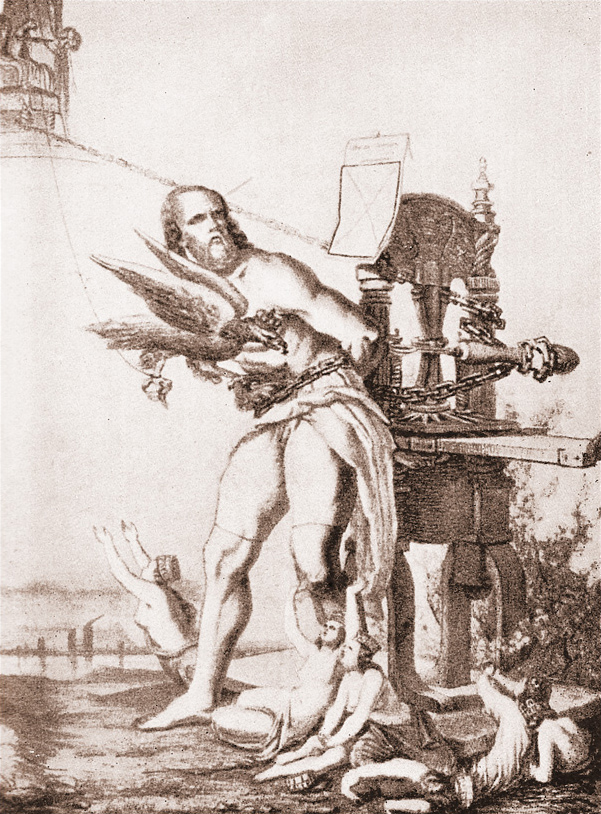
Caricatura política de 1843 en se que representa la censura y cierre de la Gaceta Renana. En ella Marx está encadenado como el titán Prometeo a una imprenta y el ave que lo roe es el águila real de Prusia.

En 1843 el periódico siguió escribiendo contra el gobierno. En enero de 1843 fueron publicados una serie de artículos que documentaban la negativa del gobierno a tener en cuenta las quejas de los campesinos locales. Un tono cada vez más desafiante y el creciente sentimiento demócrata entre la población, alejó al periódico cada vez más de las autoridades. El 21 de enero de 1843, el Consejo de Ministros de Prusia con la asistencia del rey, decidió que la Gaceta Renana debía ser suprimida.
Los intelectuales de la región vieron la supresión del periódico como una ofensa personal y se envió una delegación a Berlín en un intento de evitar el cierre definitivo del periódico. En ese momento los suscriptores rebasaban los 3000 y miles de ciudadanos firmaron peticiones solicitando su continuidad. Pero a pesar de todo, el rey prusiano Federico Guillermo IV se negó a concederles audiencia para exponer sus apelaciones y las recogida de firmas y llamamientos ciudadanos fueron ignorados.
La desesperación llevó a numerosos accionistas a exigir bajar el tono al periódico como último intento para evitar su cierre. Ante esto, Marx presentó su dimisión como director el 17 de marzo de 1843, sin que este movimiento pudiera frenar el cierre del periódico.

### Legado
En opinión del historiador David Fernbach, la supresión del diario en marzo de 1843 por el gobierno prusiano hizo añicos la creencia de Marx de que el país podría recorrer el camino de la monarquía a la democracia constitucional sin una revolución.
Entre las consecuencias de la clausura del periódico se encuentra la salida de Marx de Alemania con destino París, donde le habían ofrecido un puesto como editor. Marx pasaría los siguientes cinco años en Francia, Bélgica e Inglaterra, esperando el momento adecuado para volver a Renania.
Marx volvería a Colonia en abril de 1848, durante las revoluciones de 1848 ocurridas en los estados alemanes y de inmediato comenzó a hacer los preparativos para establecer un nuevo diario mucho más radical. Esta publicación, lanzada el 1 de junio, sería conocida como la Neue Rheinische Zeitung o Nueva Gaceta Renana.

## Empleados y trabajadores célebres
| - Berthold Auerbach - Bruno Bauer - Edgar Bauer - Karl Heinrich Brüggemann - Friedrich Engels - Moritz Fleischer | - Julius Fröbel - Karl Heinzen - Georg Herwegh - Moses Hess - August Heinrich Hoffmann von Fallersleben - Karl Friedrich Köppen - Karl Marx | - Eduard Meyen - Wolfgang Müller von Königswinter - Karl Theodor Nauwerck - Robert Prutz - Adolf Friedrich Rutenberg - Adolf Stahr - Max Stirner |